# Hegesilochos (Dynast)
Hegesilochos war um die Mitte des 4. Jahrhunderts v. Chr. Dynast von Rhodos.
Hegesilochos war ein vornehmer Rhodier, der unter Ausnützung der Kontroverse zwischen Rhodos und Athen um 356 v. Chr. die demokratische Regierung seiner Heimatinsel stürzte und mit Hilfe des karischen Satrapen Maussolos die Herrschaft einer oligarchischen Clique durchsetzte, an deren Spitze er sich selbst stellte. Maussolos  verlegte unter dem Vorwand, seine Freunde zu schützen, eine Besatzung nach Rhodos und erlangte die Oberhoheit. Der antike Historiker Theopompos von Chios schilderte im 16. Buch seiner Philippika, dass Hegesilochos seine Gewalt schändlich missbraucht habe. Er soll sich mit seinen oligarchischen Kollegen dem Trunk und der Spielsucht überlassen sowie wüsten Ausschweifungen gefrönt haben. Deshalb sei er von seinen Mitbürgern verachtet worden. Sein weiteres Schicksal ist unbekannt.